# My Abdellah
Moulay Abdellah  (in arabo مولاي عبد الله‎?) è un centro abitato e comune rurale del Marocco situato nella provincia di El Jadida, regione di Casablanca-Settat. Conta una popolazione di 74 671 abitanti (censimento 2014).